# Révolution bolivienne de 1952
La révolution bolivienne de 1952, ou simplement la révolution de 1952 ou la révolution nationale, est une période de changements fondamentaux dans la vie politique et sociale bolivienne. Menée par le Mouvement nationaliste révolutionnaire (MNR) et appuyée par les libéraux et les communistes, elle visait la mise en œuvre d'un nouveau modèle socio-économique en Bolivie. Ses principales figures étaient les présidents Víctor Paz Estenssoro et Hernán Siles Zuazo. À la suite de ces événements, le MNR est au gouvernement durant douze ans, soit du 9 avril 1952 jusqu'au coup d'État du 4 novembre 1964. Ces douze années sont marquées par une lutte pour le pouvoir entre le parti et les syndicats ouvriers, regroupés principalement autour de la Central Obrera Boliviana (COB) au sein-même du gouvernement. 
Les changements politiques issus de la révolution de 1952 sont notamment le début du vote universel, la distribution des terres – par une réforme agraire controversée comportant de nombreuses expropriations violentes – et le contrôle des ressources naturelles et de l'économie par l'État. À titre d'exemple, les paysans et les femmes obtiennent le droit de vote. C'est une révolution politique qui à l'époque est assimilée à la révolution mexicaine et qui précède la révolution cubaine. Elle s'est déroulée en plein guerre froide et est la seule des révolutions sociales latino-américaines à recevoir le soutien des États-Unis.
Idéologiquement, la révolution de 1952 est nourrie par divers courants de pensée, dont l'origine se retrouve au MNR. D'une part, le parti, dont les principaux penseurs sont Carlos Montenegro et Augusto Céspedes, est influencé par les nationalismes européens d'Oswald Spengler à Benito Mussolini. Cela explique d'ailleurs les influences du fascisme et de l'antisémitisme sur le parti durant dans les années 1940. D'autre part, le MNR est nourri par le marxisme en raison de ses alliances avec des groupes communistes, tels que le Parti de la gauche révolutionnaire (PIR). Après avoir obtenu le pouvoir et conservé une relative stabilité gouvernementale, le parti exerce une politique type d'une démocratie libérale à la manière des puissances victorieuses de la Seconde Guerre mondiale. Le parti revient au pouvoir dans les années 1980, avec Paz Estenssoro à la présidence, et poursuit une politique néolibérale.
L'un des impacts les plus notables de la révolution de 1952 est d'avoir intégré l'indigénisme dans l'hégémonique débat sociopolitique bolivien. Ce courant de pensée, dont le principal représentant était le philosophe Franz Tamayo, soutient que les indigènes sont exclus de la vie civile et qu'il faille les intégrer en les adaptant aux modèles européens d'intégration sociale, à commencer par l'éducation. Cette ouverture à de nouvelles idéologies frayera le chemin pour d'autres courants plus radicaux, comme l'indianisme, du philosophe antichrétien Fausto Reinaga dans les années 1970, ou du Mouvement vers le socialisme (MAS), dirigé par le leader producteur de coca, Evo Morales, dans la première décennie des années 2000.
Malgré les avancées, cette révolution est entachée par la violation des droits de la personne en raison notamment de ses camps de concentration, érigés dans les zones froides des Andes boliviennes. De nombreux ennemis politiques du régime du MNR, principalement des phalangistes, sont conduits dans ces camps dirigés par le Contrôle politique, l'appareil de répression du parti.

## Genèse
Les origines de la Révolution nationale se trouvent dans la Grande Dépression et la défaite de la Bolivie dans la guerre du Chaco. La Grande Dépression a affaibli l'industrie minière, favorisé l'entrée de l'État dans l'économie par le contrôle des devises et l'imposition de quotas d'exportation d'étain entre les différents producteurs. En outre, le gouvernement nationaliste d'Hernando Siles Reyes tente d'appliquer, au cours des années 1920, des mesures correctives à certains problèmes socio-économiques fondamentaux du pays. Les gouvernements militaires subséquents de Germán Busch et David Toro concrétisent davantage ces mesures.
D'autre part, la guerre du Chaco entraîne une profonde remise en question du modèle politique et social en vigueur dans les années 1930. Cela génère toute une génération d'écrivains, de penseurs et de dirigeants politiques qui se tournent vers de nouvelles idéologies pour résoudre les problèmes du moment. Parmi eux, se distingue le catholique Óscar Únzaga de la Vega, qui dirige la Phalange socialiste bolivienne (FSB), avec des influences de la démocratie chrétienne de Jacques Maritain et de la doctrine sociale de l'Église, promue avant tout par les papes Léon XIII et Pie XI. S'y distinguent également José Antonio Arze, fondateur du Parti de la gauche révolutionnaire, ou l'athée Carlos Montenegro, membre fondateur du MNR.
En mai 1949, après une grève générale, un grave conflit éclate dans les mines de Siglo XX, propriété du magnat Simón Iturri Patiño, dans le département de Potosí. Après que le président Mamerto Urriolagoitia a ordonné l'arrestation de dirigeants, les mineurs répliquent en prenant en otage deux employés étrangers qu'ils ont fini par assassiner. Le gouvernement réagit par une intervention militaire et s'ensuit le tragique massacre de Siglo XX.  Le 27 août de la même année, éclate la guerre civile de 1949, au cours de laquelle le MNR mène un soulèvement dans quatre villes de Bolivie. Après quelques jours, un gouvernement révolutionnaire émerge dans le département oriental de Santa Cruz, dirigé par Edmundo Roca, membre du groupe Acción Obrera, qui s'est incorporé au MNR. 
Lors de ces événements, les révolutionnaires contrôlaient plus de la moitié du pays, principalement les villes de Cochabamba et Santa Cruz. À la suite d'affrontements armés, les révolutionnaires proclament Víctor Paz Estenssoro comme président et Edmundo Roca comme vice-président, malgré le fait que le premier soit en exil. Pendant ce temps, Urriolagoitia mobilise l'armée et réussit à reconquérir Cochabamba puis Santa Cruz.
À Potosí, après avoir repris le contrôle, le gouvernement exécute certains dirigeants du mouvement. Certains ouvriers retournent aux mines et une grève est déclarée dans plusieurs centres industriels miniers. Le 1er septembre, le gouvernement avait déjà repris le contrôle du pays, et le 15 septembre, de nombreux insurgés de Santa Cruz quittent le pays par avion. 

## Déroulement
En 1951, le Mouvement nationaliste révolutionnaire remporte une victoire aux élections. Une junte militaire gouvernementale est cependant immédiatement formée pour empêcher le MNR d'accéder au pouvoir. Face à cette réaction de l'armée, un an plus tard, un coup d'État mené par le général de police Antonio Seleme avec le soutien civil de Siles Zuazo et du leader minier Juan Lechín Oquendo, tous deux du MNR, a lieu le 9 avril, de connivence avec le général Torres Ortiz. Les carabiniers et les corps de police ont joué un rôle de premier plan dans le déclenchement de la révolte, qui a ensuite eu le soutien de la population, des travailleurs de Villa Victoria et des mineurs arrivés de la mine de Milluni.
Ce 9 avril 1952, les carabiniers et corps de police sont institutionnellement mobilisés par le ministre de l'Intérieur, le général Seleme, et ils reprennent des institutions stratégiques, telles que des préfectures et des stations de radio pour diffuser l'information, aidés notamment par de nombreux civils du MNR, volontaires et ouvriers. L'arsenal de la Plaza Antofagasta, repris par le capitaine de l'armée Israel Téllez, est déjà distribué aux combattants civils, mais le général Torres Ortiz, impliqué dans le soulèvement, se fait banaliser à la dernière minute et fait cantonner l'armée. Il se prépare à repousser le coup. Voyant le débordement populaire incontrôlable, le général Seleme démissionne de la direction du « Gouvernement révolutionnaire ». Lechín Oquendo, haut dirigeant de la Fédération des mineurs, est resté, menant le soulèvement dans les rues avec les slogans « Réforme agraire » et « Nationalisation des mines ».
Le 10 avril, les combats se poursuivent : Lechín Oquendo, à la tête des mineurs de Milluni, reprend le groupe de chasse aérienne et de là, il envoie des avions déposer des tracts sur la grande caserne de Miraflores, les incitant à se rendre. Les gens prennent d'assaut le poste de contrôle de Garita de Lima, sortent les armes et les munitions et continuent les combats.
Le 11 avril, Lechín et Rolando Requena prennent la Grande caserne de Miraflores, puis le Palais du gouvernement, soutenus par le soulèvement populaire. Quelques heures plus tard, arrivent les politiciens du MNR, qui n'ont pas jugé bon de mener à bien la « réforme agraire » (dont beaucoup étaient de grands propriétaires terriens) ou la « nationalisation des mines ». À la fin, le Siles Zuazo cède lorsque Lechín Oquendo soutient que ces slogans conduisaient le peuple à offrir sa vie, et c'était la foule immense qui était, à ce moment précis, à l'extérieur, sur la place, scandant la victoire révolutionnaire.
La défaite de l'armée fait 490 morts. Hernán Siles Zuazo et Juan Lechín Oquendo prennent le contrôle du gouvernement de manière intérimaire jusqu'à ce que Víctor Paz Estenssoro revienne au pays, lui qui avait été poussé à l'exil à Buenos Aires.

## Héritage
Ce qui allait devenir l'héritage de la révolution de 1952 s'est concrétisé sur trois mandats présidentiels. Pendant le premier gouvernement de Víctor Paz Estenssoro (1952-1956), les changements les plus importants sont apportés, tels que le vote universel, la fondation de la Central Obrera Boliviana, la dissolution et la réforme de l'armée, et la nationalisation des mines. La réforme agraire est décrétée en août 1953 et le nouveau Code de l'éducation permettant de débuter une réforme dans ce secteur est approuvé en 1955. Cette même année, un nouveau Code pétrolier est également adopté, ce qui permet aux entreprises étrangères d'accéder à l'exploration et l'exploitation pétrolières.
Au cours du deuxième gouvernement du MNR, Hernán Siles Zuazo (1956-1960) doit faire face à l'inflation causée notamment par les réformes menées durant le gouvernement précédent. Il se réalise cependant le premier plan de stabilisation par le biais d'accords avec le Fonds monétaire international et une intensification du développement agricole. Le troisième gouvernement du MNR, également sous Paz Estenssoro (1960-1964), est marqué par la réforme de la Corporación Minera de Bolivia (COMIBOL), la construction d'infrastructures et la consolidation de la soi-disant « Marche vers l'Est » visant à développer l'est bolivien.

### Suffrage universel
Le 24 juin 1952, le gouvernement instaure le vote universel. En accordant le droit de vote aux analphabètes, aux indigènes et aux femmes, le nombre d'électeurs est passé de 205 000 (6,6 % de la population totale) en 1951 à 1 125 000 (33,8 %) en 1956. L'élargissement du droit de vote constitue à ce moment une mesure radicale dans le contexte latino-américain. À titre comparatif, le vote des femmes a été accordé au Brésil en 1934, au Chili en 1949, en Argentine et en Colombie en 1951, au Mexique en 1955 et au Pérou en 1956. Le vote pour les analphabètes a été accordé en 1980 au Pérou et en 1986 au Brésil. 

### Centrale ouvrière bolivienne
La Central Obrera Boliviana (COB) est fondée le 17 avril 1952 dans le but d'intégrer les syndicats de mineurs, des usines, des chemins de fer, des banques, des graphistes, des employés industriels et commerciaux, des constructeurs, des boulangeries et des paysans. Son premier secrétaire exécutif était Juan Lechín Oquendo, qui avait été secrétaire exécutif de la Fédération syndicale des travailleurs miniers de Bolivie (FSTMB), fondée en 1944. Lechín Oquendo est également nommé ministre des Mines et du Pétrole dans le premier cabinet de Paz Estenssoro. L'un des principaux objectifs de la COB était de lutter pour la nationalisation des mines et des chemins de fer, pour la révolution agraire et l'abrogation des mesures anti-ouvrières dictées par les gouvernements précédents. Tout au long du gouvernement du MNR, la COB était « l'aile révolutionnaire radicale » de la révolution, exigeant l'accélération des changements sociaux et économiques. Au même moment, les relations de travail sous le gouvernement du MNR sont agitées. On estime qu'une moyenne de 350 grèves sont menées annuellement entre 1952 et 1958 avec un effet négatif sur la production, faisant de la Bolivie l'un des pays où le plus grand nombre d'heures de travail par travailleur est perdu. 

### Dissolution et réforme de l'armée
Le MNR réduit la taille de l'armée d'environ 20 000 à 5 000 soldats entre avril 1952 et janvier 1953, date de la libération des conscrits. Durant cette même période, il est estimé en outre, qu'environ 300 officiers prennent leur retraite. Le budget de l'armée est passé de 20 % du budget général divisé par deux en 1953 et 6,7 % en 1957. En remplacement de l'armée, le MNR forme des milices urbaines et rurales avec des ouvriers et des paysans. Entre 1952 et 1956, la police et les milices populaires prédominent dans la sécurité intérieure et l'ordre public du pays. Leur influence et leur légitimité décline toutefois de 1956 à 1964, au fur et à mesure que l'armée est reconstituée. 

### Nationalisation des mines
La nationalisation des mines des trois principales entreprises minières (celles de Patiño, Moritz Hochschild et Carlos Víctor Aramayo) constitue la première réforme économique du MNR et révèle une série de contradictions internes et externes dans les actions qu'il mène. Sur le plan intérieur, le MNR préconise un contrôle accru de l'État sur l'exploitation minière depuis l'époque du gouvernement Villarroel avec le contrôle des devises. Toutefois, alors au pouvoir, Paz Estenssoro ne s'engage pas dans une nationalisation, mais entrevoit plutôt la création d'un monopole d'exportation à travers la Banque minière et la livraison obligatoire de 100 % des devises étrangères à la Banque centrale. C'est plutôt le mouvement ouvrier, à travers la FSTMB, qui exige la nationalisation. Du point de vue des relations étrangères, Paz Estenssoro demeure réticent à la nationalisation en raison du message que cette action enverrait aux États-Unis sur l'orientation idéologique du parti.
Afin d'évaluer la situation, Paz Estenssoro met sur pied une commission qui conclut après cinq mois à la nationalisation des mines avec compensation en octobre 1952. Le 31 octobre, à Siglo XX, Catavi, Paz Estenssoro, avec son ministre des Mines, Lechín Oquendo, signent le décret de nationalisation transférant les actifs des 163 mines réparties dans 78 sociétés minières de Patiño, Hochschild et Aramayo à la nouvelle Société minière de Bolivie. La nationalisation des mines est considérée comme « l'indépendance économique » de la Bolivie par le MNR, la FSTMB et les médias. 

### Réforme agraire
Au moment de la révolution de 1952, la Bolivie avait un système agraire à grande échelle caractérisé par un régime foncier inégal, des conditions de travail semi-féodales et une faible capacité à produire de la nourriture pour la population du pays. Environ 4,5 % de la population possédait 70 % des terres agricoles. Le travail agraire consistait en un système de contrôle du travail par l'accès à la terre par le biais d'avantages sociaux. De plus, les indigènes devaient fournir des semences, des outils et même des animaux pour effectuer le travail. En plus des obligations de travail agricole, les indigènes étaient obligés d'offrir des services personnels résultant de l'époque coloniale (pongueaje) au propriétaire terrien et à sa famille. L'inefficacité du secteur agricole était telle qu'entre 35 et 40 % des importations étaient des denrées alimentaires. En janvier 1953, une Commission de réforme agraire est organisée par le MNR, présidée par le vice-président Hernán Siles Zuazo, avec des membres du POR et du PIR, des partis d'opposition. Le 2 août 1953 à Ucureña, le décret de réforme agraire est signé et prévoit une compensation aux propriétaires terriens et l'octroi de terres des haciendas aux indigènes par l'intermédiaire de leurs syndicats et communautés à condition qu'elles ne soient pas vendues à titre personnel. 
Le système de mise en œuvre de la réforme était lourd. Sur les 15 322 cas qui commencent entre 1953 et 1966, seulement 7 322 ou 48,8 % se sont conclus. Entre 1954 et 1968, le Service national de réforme agraire avait traité huit millions des quelque trente-six millions d'hectares à distribuer. Au cours des trente années suivantes, cependant, 39 millions d'hectares supplémentaires sont distribués (pour atteindre un total de 47 millions d'hectares) avec plus de 650 000 bénéficiaires. 

### Réforme de l'éducation
En 1952, environ 20,8 % de la population en l'âge de fréquenter l'école primaire la fréquente et 60,9 % de la population est analphabète. Un an après le début de la Révolution et afin d'adapter le système éducatif aux transformations antérieures, le gouvernement crée la Commission nationale pour la réforme de l'éducation en 1953, qui présente sa proposition de réforme en 120 jours. Ce n'est que face aux demandes de la profession enseignante en 1955 que le Code de l'éducation bolivien est promulgué. Le Code divise le système éducatif en une zone urbaine, relevant du ministère de l'Éducation, et une autre pour l'éducation rurale relevant du ministère des Affaires paysannes, récemment créé. Le Code cherche à étendre l'enseignement à la majorité et à réorienter celui-ci vers l'enseignement technique. Il soulève également l'importance de castillaniser les indigènes et de le transformer en paysan. 
Bien que le nombre d'inscriptions scolaires en zone rurale ait augmenté, l'éducation qui y était dispensée était de basse qualité, notamment à cause de la prédominance de la mémorisation et de la récitation, de la dispensation de notions trop rudimentaires d'écriture, de lecture et de mathématiques, de la mauvaise préparation des enseignants et de la brièveté de l'année scolaire en raison de congés excessifs.

### Développement économique
L'inflation est l'un des premiers effets de la révolution de 1952. D'une part, l'augmentation de l'émission de devises par la Banque centrale de Bolivie pour fournir des fonds de roulement à la COMIBOL et l'incitation croissante à réexporter les importations (car pour elles il existait un taux de change préférentiel de plus en plus éloigné du taux de change sur le marché noir) ont déclenché l'inflation. D'autre part, une chute de 13 % dans la production agricole entre 1952 et 1954 et la désorganisation des systèmes de distribution agricoles entraînent une augmentation des coûts des produits alimentaires importés et accroissent cette inflation. Le coût de la vie à La Paz augmente à un taux annuel moyen de 146,6 % entre 1952 et 1956. Ainsi, le premier gouvernement du MNR est marqué par une inflation et la baisse du produit intérieur brut causées par la baisse de la production minérale et agricole, qui n'ont pu être adéquatement compensées par l'expansion de la l'industrie pétrolière.
|                        | 1951-56 | 1956-61 | 1961-64 |
| ---------------------- | ------- | ------- | ------- |
| Produit intérieur brut | -1,3 %  | 1,5 %   | 5,7 %   |
| Agriculture            | -2,4    | 4,8     | 2,1     |
| Mines                  | -4,3    | -3,9    | 8,6     |
| Pétrole                | 44,2    | 0,2     | 7,5     |
| Fabrication            | 0,6     | -2,5    | 7,4     |
| Construction           | 7,6     | 20,0    | 15,5    |
| Transport              | 8,1     | 2,4     | 5,9     |
| Commerce               | 0,4     | -1,3    | 5,4     |
| Gouvernement           | 1,5     | 4,6     | 7,1     |

Le deuxième gouvernement du MNR, sous la présidence d'Hernán Siles Zuazo, doit faire face à cette crise via un programme de stabilisation.

#### Aide des États-Unis
Contrairement à la Révolution mexicaine, la Révolution bolivienne obtient le soutien des États-Unis, après toutefois que la Bolivie accepte de dédommager les barons de l'étain Patiño, Hochschild et Aramayo pour la nationalisation des mines et que le gouvernement américain ait été convaincu que le MNR était nationaliste, et non communiste.
D'abord sous forme alimentaire, l'aide des États-Unis permet de combler la pénurie d'aliments résultant de la réforme agraire, avant de prendre une forme monétaire. Elle se chiffre à 1,5 million de dollars en 1952 et à 79 millions de dollars en 1964. Sur ce montant total, l'aide militaire s'élevait à 0,1 million de dollars en 1952 et à 3,2 millions de dollars en 1964. Le montant total de l'aide reçue entre 1953 et 1964 est estimé à 368 millions de dollars, soit environ 35 millions de dollars par an. En dollars de 2007, cela équivaut à plus de 2 milliards de dollars ou 187 millions de dollars par an. 
Concernant le processus progressif et les effets de l'aide américaine à la Bolivie, l'historien et sociologue Sergio Almaraz note que : 

« En 1953, les premiers aliments nord-américains sont arrivés. En 1957, le plan de stabilisation monétaire est imposé. Plus tard, il y eut une réforme de l'armée. Des conseillers nord-américains étaient acceptés dans les organismes les plus importants de l'État. Le code pétrolier a été voté. Une chose prédisposait l'autre »

— Sergio Almaraz.
Selon l'historien Herbert S. Klein, cette aide a été « décisive pour la sécurité et la croissance économique de la Bolivie ». L'aide a permis d'éviter les pénuries alimentaires dans les centres urbains et a ainsi apporté la sérénité au gouvernement du MNR au début de la révolution. Elle a également contribué au développement des infrastructures routières, à l'expansion et à l'intégration de l'est de la Bolivie et au renforcement des services d'éducation et de santé. En même temps, elle a été un « frein » à la révolution dans la mesure où elle a rendu la Bolivie dépendante de ces ressources au point que, par exemple, en 1964, les ressources provenant de l'Alliance pour le progrès représentaient environ 20 % du produit brut et 40 % des dépenses publiques.

### Impact culturel
Dans les arts visuels, la remise au centre des valeurs de l'indigénisme et l'émergence d'artistes sensibilisés à un art plus moderne voit la création du groupe Generación del 52 (Génération de 52, en référence à la révolution de 1952), cofondé notamment par María Luisa Pacheco. Il marque l'entrée du pays dans l'art contemporain mondial et a un impact sur les autres pays latinoaméricains.

## Contrepartie
Bien que la révolution de 1952 ait été considérée comme l'une des trois révolutions sociales les plus importantes d'Amérique latine, elle n'a pas été sans critiques. Ses principaux défauts tournent autour de la brutalité du Contrôle politique, l'organe directeur du MNR, qui fut parfois comparé à la Gestapo nazie. Cette institution,  promeut une forte répression contre les opposants au régime.
Le MNR installe des camps de concentration  dans les villes froides des Andes boliviennes, comme Catavi, Uncía, Corocoro et Curahuara de Carangas. Dans ces centres surpeuplés et punitifs, de nombreux opposants politiques au MNR, communistes et phalangistes, sont torturés. La plupart des victimes demeurent des phalangistes, dont certains survivent survécu pour raconter ce qui s'était passé et enregistrer les noms de ceux qui passaient par là. 
Ces exactions et violations des droits humains par le régime du MNR sont révélés au milieu des années 1960, après le coup d'État du général René Barrientos.
Parmi les victimes des camps de concentration figurent notamment des philosophes, un historien notoire, le maréchal et héros de la guerre du Chaco Bernardino Bilbao, plusieurs journalistes du journal La Razón de l'époque, des membres du Parti de la gauche révolutionnaire (PIR), du Parti de l'union républicaine socialiste (PURS) et de la Phalange socialiste bolivienne y sont également incarcérés. 
Le Contrôle politique surveillait discrètement les activités des opposants, notamment par des écoutes téléphoniques, la censure de la correspondance et la surveillance des déplacements sur les lignes de transport. Ainsi, une bonne partie des secteurs ouvrier, bureaucratique, universitaire ou étudiant est maintenu sous contrôle. Les prisonniers politiques étaient aussi sujets à des traitements cruels, dont des coups de pied ou de bâton, des électrisations, de la torture à l'aide d'un hamac, des menaces psychologiques, de la privation de nourriture et de boisson, des piqûres du bout des doigts et des tirs simulés. 